# لوكا جوريتش
لوكا جوريتش (بالكرواتية: Luka Žorić) مواليد 5 نوفمبر 1984 في زادار، جمهورية كرواتيا الاشتراكية، جمهورية يوغوسلافيا الاشتراكية الاتحادية، هو لاعب كرة سلة كرواتي. بدأ مسيرته الاحترافية في سنة 1999. يلعب مع نادي سيبونا لكرة السلة كلاعب وسط. يحمل الرقم 8. يبلغ طوله 6 قدم 11 بوصة (2.1 م). حقق المركز الأول في ألعاب البحر الأبيض المتوسط 2009.

## المسيرة الاحترافية
لعب مع نادي سيبونا لكرة السلة من سنة 2001 إلى 2005، ثم لعب مع نادي أوليمبيا لكرة السلة في موسم 2005–2006، ثم لعب مع دوبروفنيك في سنة 2006.

## الميداليات
| الميدالية | المسابقة                        |
| --------- | ------------------------------- |
| ذهبية     | ألعاب البحر الأبيض المتوسط 2009 |

## إحصائيات المسيرة

### الدوري الأوروبي
| السنة   | الفريق                   | لعب | بدأ | دقيقة | ميداني% | ثلاثية | حرة  | ارتداد | صنع | استلاب | تصدي | نقطة | أداء |
| ------- | ------------------------ | --- | --- | ----- | ------- | ------ | ---- | ------ | --- | ------ | ---- | ---- | ---- |
| 2005–06 | نادي أوليمبيا لكرة السلة | 2   | 0   | 3.0   | .000    | .000   | .000 | .5     | .0  | .0     | .0   | .0   | -2.5 |
| 2007–08 | نادي سيبونا لكرة السلة   | 4   | 1   | 7.0   | .600    | .000   | .000 | .5     | .0  | .0     | .0   | 1.5  | -.3  |
| 2011–12 | بالونكيستو مالقا         | 16  | 14  | 23.7  | .525    | .000   | .683 | 6.1    | .8  | .5     | .9   | 11.7 | 13.7 |
| 2012–13 | بالونكيستو مالقا         | 24  | 22  | 23.4  | .562    | .000   | .758 | 5.3    | .8  | .3     | 1.0  | 12.4 | 13.8 |
| 2013–14 | فنربخشة لكرة السلة       | 24  | 7   | 18.9  | .556    | .000   | .769 | 3.6    | .2  | .2     | .6   | 8.3  | 7.0  |
| 2014–15 | فنربخشة لكرة السلة       | 23  | 1   | 13.0  | .542    | .000   | .682 | 2.9    | .4  | .1     | .5   | 5.8  | 6.3  |
| المسيرة |                          | 93  | 45  | 18.6  | .548    | .000   | .726 | 4.1    | .5  | .2     | .7   | 8.8  | 9.2  |

## روابط خارجية
- لوكا جوريتش على موقع الاتحاد الدولي لكرة السلة (الإنجليزية)
- لوكا جوريتش على موقع الدوري الأوروبي لكرة السلة (الإنجليزية)
- لوكا جوريتش على موقع الدوري الإسباني لكرة السلة (الإسبانية)
- لوكا جوريتش على موقع كرة السلة الأوروبية.كوم (الإنجليزية)
- لوكا جوريتش على موقع ريلجم (الإنجليزية)
- لوكا جوريتش على موقع بروبوليرز (الإنجليزية)
- لوكا جوريتش على موقع سبورتس رفرنس (الإنجليزية)